# Vedettes mortes
Vedettes mortes (Dead Celebrities en VO) est le huitième épisode de la saison 13 de la série télévisée South Park.
Un épisode centré sur Ike et Kyle. L'épisode aborde de façon caustique l'omniprésence médiatique des célébrités décédées, à un point parfois excessif.
De puissantes forces tourmentent Ike. Le petit garçon est terrifié et le stress pourrait bien le tuer. Kyle et les enfants font tout ce qu'ils peuvent pour le sauver mais les Poltergeist ne sont pas décidés à le laisser tranquille.

## Résumé
Ike est tourmenté par les fantômes des récentes célébrités décédées. Kyle s'inquiète de la santé de son frère et en informe les autres. Apprenant que Billy Mays fait partie des fantômes, Cartman s'investit dans l'affaire. Après une visite à l'hôpital, les enfants apprennent que le fantôme qui empêche toutes ces célébrités défuntes d'accéder au paradis n'est autre que Michael Jackson (qui est apparu dans l'épisode Les Jefferson) qui est dans un déni obstiné de son décès. Poussé à bout, il prend alors possession de Ike pour prouver qu'il est bien vivant.
Peu après, les enfants découvrent que le seul moyen de se débarrasser du spectre du King Of Pop est de réaliser le rêve qu'il n'a jamais pu réaliser de son vivant. Ils en viennent rapidement à la conclusion que Jackson doit être reconnu à travers le corps de Ike comme une petite fille blanche par le peuple américain.
Ils décident donc d'inscrire Michael Jackson-Ike à un concours de jeunes Miss. Lorsque Michael Jackson parvient à gagner le concours, il se sent en paix avec lui-même, libère Ike de sa possession et admet son décès. Les célébrités, jusqu'alors piégées dans le purgatoire, sont ravies de décoller enfin pour amener les célébrités au paradis. Mais malheureusement, la destination de l'avion est l'enfer, où elles s'agacent d'être de nouveau bloquées en attente avant de débarquer.

## Caricatures
Les célébrités représentées dans cet épisode sont toutes mortes en 2009.
- Billy Mays
- Michael Jackson doublé par Alexis Tomassian
- Farrah Fawcett
- Patrick Swayze, le mort le plus récent figurant dans cet épisode (14 septembre 2009, soit 24 jours)
- Natasha Richardson
- Dom DeLuise
- Ted Kennedy
- Walter Cronkite
- Bill Sparkman
- Ed McMahon
- Adam Goldstein
- Arturo Gatti
- Bea Arthur
- Steve McNair
- Ricardo Montalbán
- David Carradine
- Les Paul
- Gordon Waller
- Oscar G. Mayer Jr.
- Karine Ruby